# Mil Mi-24
O Mil Mi-24 (Cirílico Миль Ми-24, designações da NATO "Hind") é um helicóptero de ataque e transporte de tropas de baixa-capacidade produzido pela Mil Moscow Helicopter Plant em 1970 e operado desde 1972 pela Força Aérea Soviética, por seus sucessores e por mais de outras trinta nações. A sua designação para exportação é Mi-35.
De grande tamanho, as suas mais notáveis variantes são os Mi-25 e Mi-35. Os pilotos soviéticos apelidaram esta aeronave como "tanque voador" (em russo: letayushchiy tank). Outros nomes não oficiais que recebeu foram Krokodil ("Crocodilo"), por causa da camuflagem do novo helicóptero, e Stakan ("Cristal"), devido às janelas como grandes placas de vidro ao redor do cockpit da primeira versão Hind A.
Em outubro de 2007, a Força Aérea da Rússia anunciou que em 2015 iria substituir os cerca de 250 helicópteros Mi-24 para os últimos trezentos Mil Mi-28 helicópteros de ataque e, possivelmente, o Kamov Ka-50.

## História

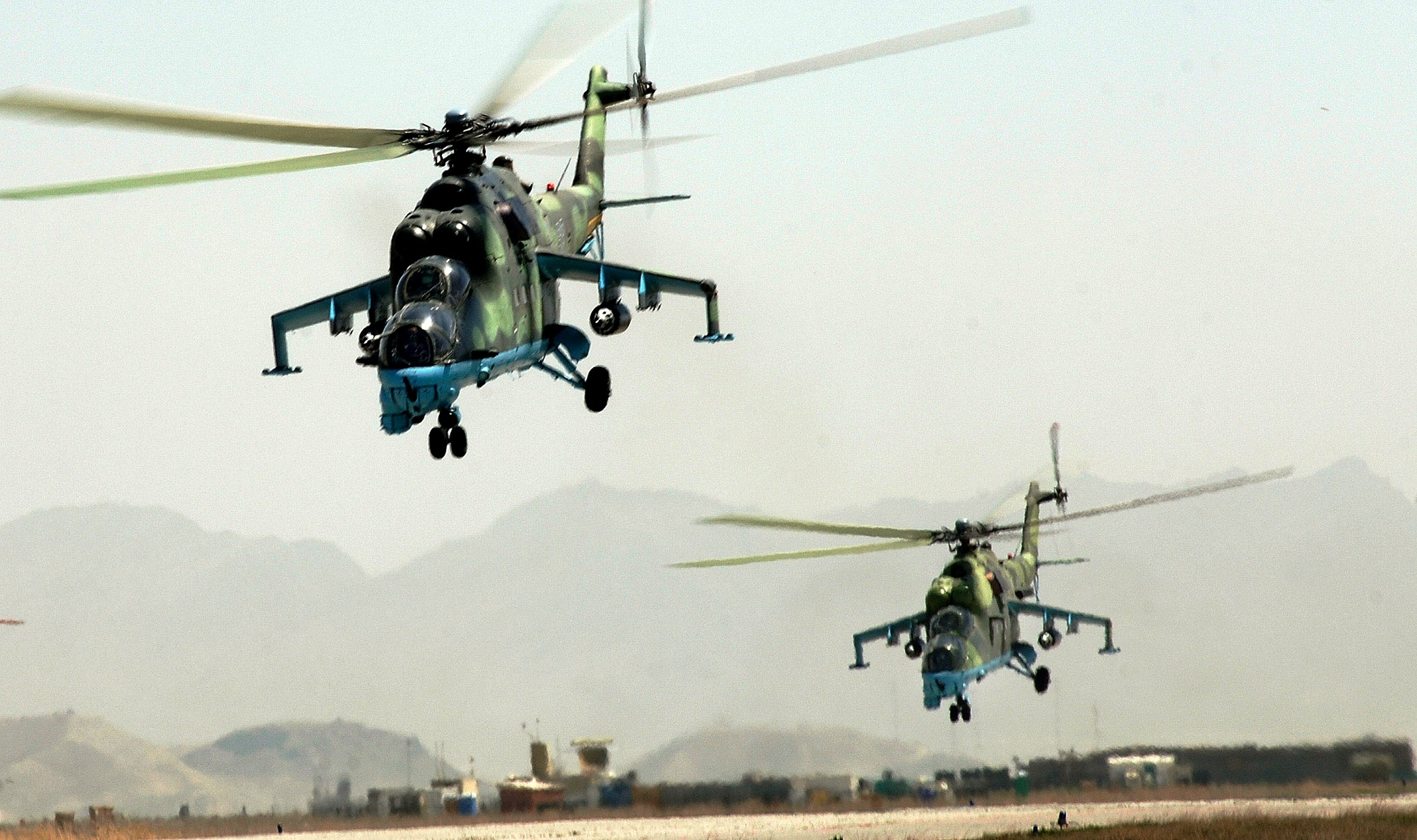
Mi-35s afegãos

No início dos anos setenta, enquanto o Exército americano concluiu que o helicóptero de ataque AH-56 Cheyenne devia ser substituído por um novo tipo mais avançado (o AH-64 Apache), a URSS colocou em serviço o Mil Mi-24. O Mi-24 Hind passou da prancheta para testes de voo em 1968, em menos de 18 meses, é diferente do Apache e Cheyenne, possivelmente o seu equivalente mais próximo do Ocidente é o Sikorsky S-67 Blackhawk, desenvolvido entre 1970 e 1972 , utilizando como base a concepção da instalação do motor e do rotor popular e rentável da série S-61/H-3.
O "Hind" também tem alguns componentes em comum com o principal helicóptero Soviética daquele tempo, o Mil Mi-8, e, como o S-67 tem um sistema de rotor do tipo convencional, do tipo totalmente articulado. Em outras palavras, use um dos métodos mais tradicionais e mais testados de fixar as pás de rotor na cabeça dele. É certamente uma forma eficaz e que o desenvolvimento envolve muitas dificuldades, ao incorporar algumas funções mais avançadas, a fim de obter uma maior manobrabilidade.
Os primeiros modelos foram enviados para as Forças Armadas para a revisão em 1971. O Hind-A teve uma série de problemas: rotação lateral, mira das armas e a limitada visibilidade para o piloto. Uma grande reformulação da secção dianteira do helicóptero resolveu a maioria destes problemas.

## Variantes

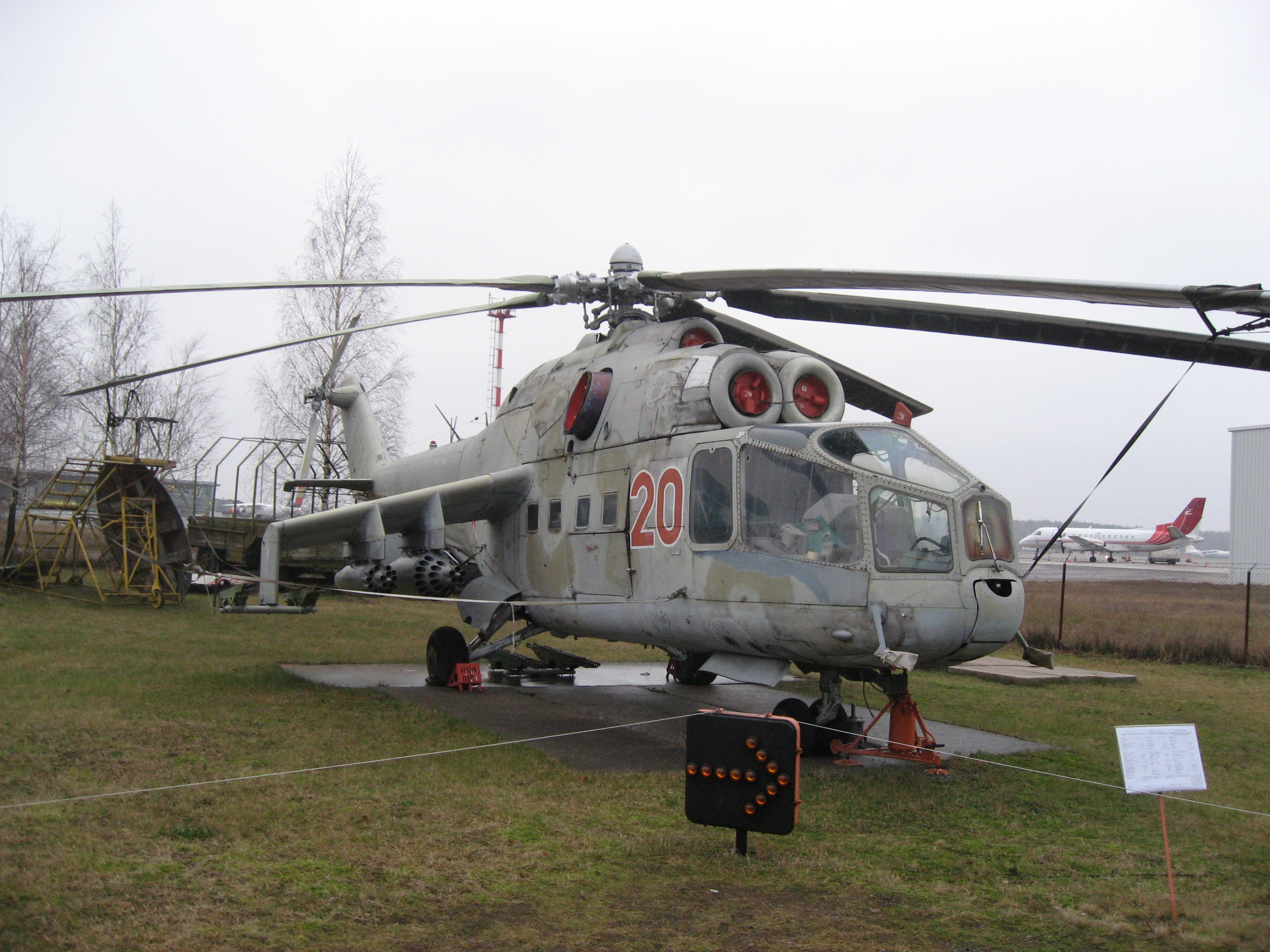
O Mil Mi-24A, uma das primeiras variantes.

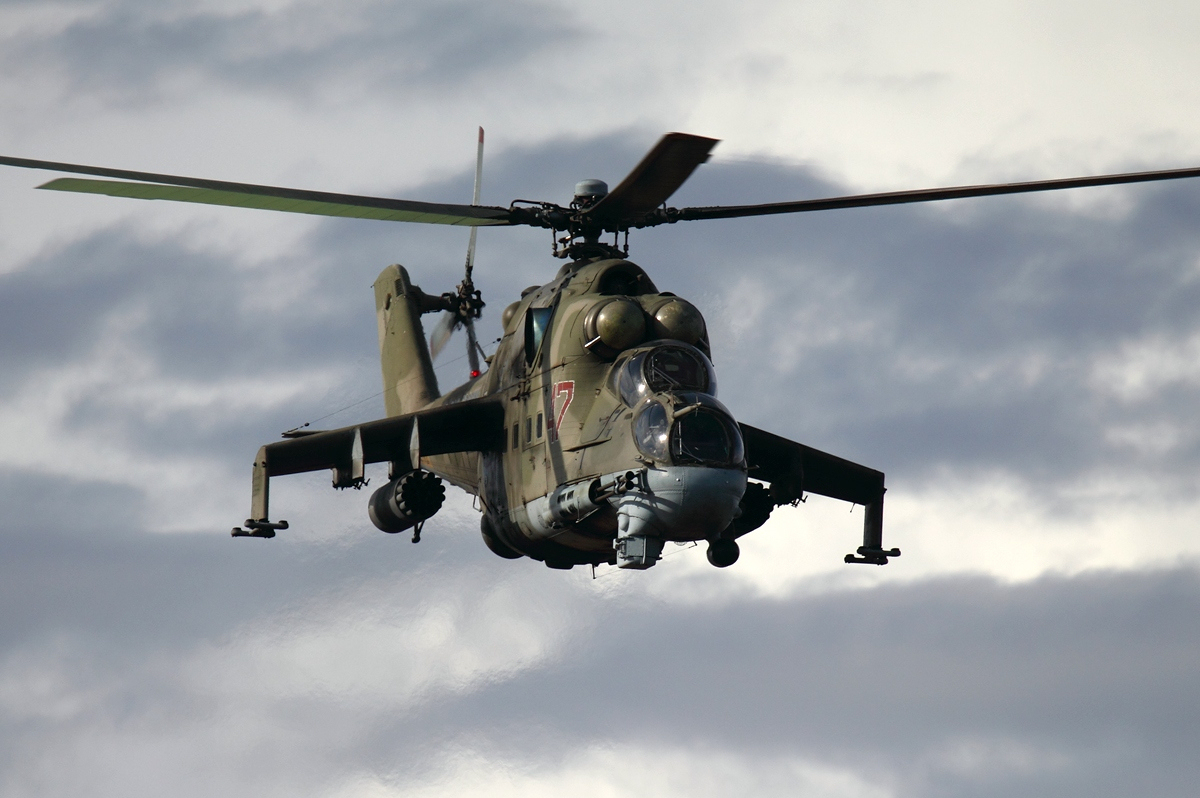
Um Mi-24P russo

- V-24 – primeira versão com doze protótipos e modelos de desenvolvimento. Os primeiros modelos estáticos eram semelhantes aos do Bell UH-1A Huey, semelhantes ao posterior Hind-A, um foi alterado em 1975 e denominado A-10 para tentar recordes de velocidade, com as asas removidas ea cabeça do rotor principal protegido por silenciadores de inércia, o A-10 chegou a 368 km/h.
- Mi-24 (Hind-A) – versões iniciais do helicóptero de assalto armado que podia transportar 8 soldados e 3 tripulantes ou transportar 4 lançadores de foguetes, 57 mm em 4 torres de sub-asas, quatro mísseis antitanque 9M17 MCLOS Falange (AT Swatter-2) em 2 trilhos sub-asas, quatro bombas convencionais e de metralhadora calibre 12,7 milímetros no nariz. Foi o primeiro modelo de produção.
- Mi-24B (Hind-A) – uma série de modelos experimentais de Hind-A, uma das quais foi utilizada para testar o rotor de cauda Fenestron.
- Mi-24F (Hind-A) – modificado, com sete nervuras de reforço na fuselagem, na altura das bases das asas e antenas IFF SRO-2M Khrome ("Odd Rods" ou barras assimétricas) mudadas desde o convés da cabine até o radiador de óleo, foi alargado e curvado até a APU. Este nome pode não ser o oficial.
- Mi-24A (Hind-B) – segundo modelo de produção. Sem a metralhadora giratória com quatro canhões de calibre 12,7 milímetros Yak-B sob o nariz. Tanto o Mi-24 e do serviço de Mi-24A entraram para a Força Aérea da União Soviética em 1972.
- Mi-24U (Hind-C) – versão de treinamento sem arma debaixo do nariz ou locais de armas nas extremidades das asas.
- Mi-24BMT – versão convertida em um varre-minas. Um pequeno número de Mi-24 foram convertidos.
- Mi-24D (Hind-D) – Mais perto de um helicóptero de ataque que às variantes anteriores. Nariz redesenhado, com duas cabines separadas para piloto e artilheiro, uma metralhadora giratória Yak-B de calibre 12,7 milímetros, debaixo do nariz, pode transportar 4 lançadores de foguetes 57 mm, quatro mísseis antitanque 9M17 SACLOS Falange (melhora significativa em comparação com o sistema MCLOS do Mi-24A), além de bombas e outras armas. Entrou em produção em 1973. O Mi-24D foi vendido para a Polônia em 1994 e utilizado em 1996 para testar a ogiva do míssil Hawk, em vez da metralhadora debaixo do nariz. Teve uma mudança não-identificada na janela da cabine com vista para estibordo traseiro.
- Mi-24DU – revisão de treinamento com duplo conjunto de controles. Um pequeno número de Mi-24D foram construídos como DU.
- Mi-24PTRK – um Mi-24D modificado para testar o sistema de mísseis Shturm V para o Mi-24V.
- Mi-24V (Hind-E) – um maior desenvolvimento ocorreu em 1976, descoberto pelo Ocidente só no início dos anos 80. armado com míssil 9M114 Shturm (AT-6 Spiral), 8 mísseis montados em quatro pilares sub-asa. Foi a versão mais produzida com mais de 1500 unidades. Na Polônia, foi nomeado Mi-24W. O Mi-24V era conhecido como Mi-24T, por razões desconhecidas.
- Arsenal Mi-24V upgrade – atualizado ucraniana do Mi-24V
- Mi-24VP (Hind-E Mod) – versão do Mi-24V com duplo canhão automático GSh-23 e uma metralhadora de torre móvel ao invés de giratória. Fabricado em 1985, entrou em serviço em 1989, fizeram apenas 25. O Mi-24VP voou com o rotor de cauda Delta-H do Mi-28.
- Mi-24VU (Hind-E) – versão indiana do Mi-24V (Hind-E).
- Mi-24VD - Esta versão foi produzida em 1985 para testar uma arma defensiva montada na parte traseira do helicóptero.
- Mi-24P (Hind-F) - Com o canhão automático GSh duplo 30K 30 milímetros fixada lateralmente em vez de metralhadora giratória calibre 12,7 milímetros.
- Mi-24P-2 - Versão atualizada do Mi-24P.
- Mi-24G (Hind-F) - Revisão para permitir um Mi-24P com um canhão automático instalado no lado estibordo.
- Mi-24 Tech-24 "Mobile Oficina" - aeronave experimental versão do F-Hind, para testar sua capacidade de recuperação de aviões abatidos.

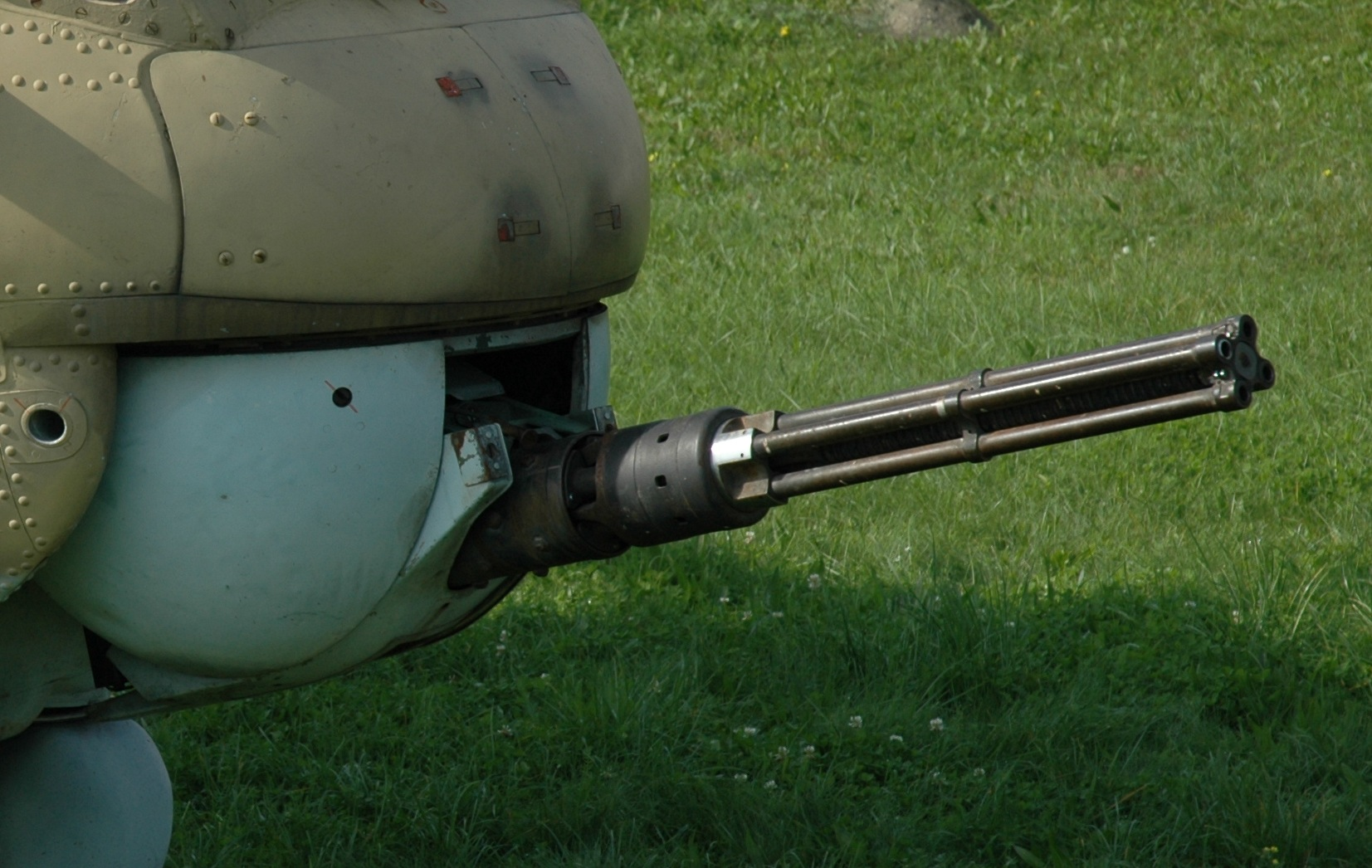
Metralhadora Yakushev-Borzov YakB-12.7

- Mi-24RKhR (Hind-G1) - Modelo para o reconhecimento de áreas contaminadas, concebido para recolher amostras radioativas, biológicas e armas químicas. Visto pela primeira vez durante o acidente nuclear de Chernobyl. Também conhecido como Mi-24R, 24RK-Mi e Mi-24RKh (RCH).
- Mi-24RA (Mod Hind-G1) - Nova versão do Mi-24V.
- Mi-24RR - Modelo de reconhecimento de áreas contaminadas com elementos radioativos, derivado do Mi-24R.
- Mi-24K (Hind-G2) - Um helicóptero de reconhecimento e observação de artilharia do Exército.
- Mi-24 com modificações de campo no Afeganistão - A blindagem da cabine de passageiros e silenciosos dos tubos de escape foram muitas vezes removidos. Devido aos disparos acidentais por mudar de posição, o artilheiro da porta tinha à sua disposição uma metralhadora de bordo e outra a estibordo. Também é usado para carregar armas pesadas a bordo para defesa pessoal e lançadores de foguetes de reposição para recarregar no campo de batalha.
- Mi-24 Tamam HMOSP - Atualizado em Israel.
- Mi-24M - Modelo atualizado Mi-24.
- Mi-24VM - versão Mi-24V com aviônica atualizada para melhorar o funcionamento noturno, novo equipamento de comunicações, as asas mais curtas e mais leves, e sistema de armamento atualizado de mísseis Ataka, Shturm, Igla-V e canhões automáticos calibre 23mm. Além das mudanças internas para aumentar a vida útil do helicóptero e de fácil manutenção. Espera-se que o Mi-24VM sejam utilizados até 2015.
- Mi-24VN (Hind-E) - versão de ataque Noturno com base em um Mi-24V na configuração Etapa 1 Mi-24VM.
- Mi-24PM — Versão atualizada do Mi-24P que emprega a mesma tecnologia do Mi-24VM.

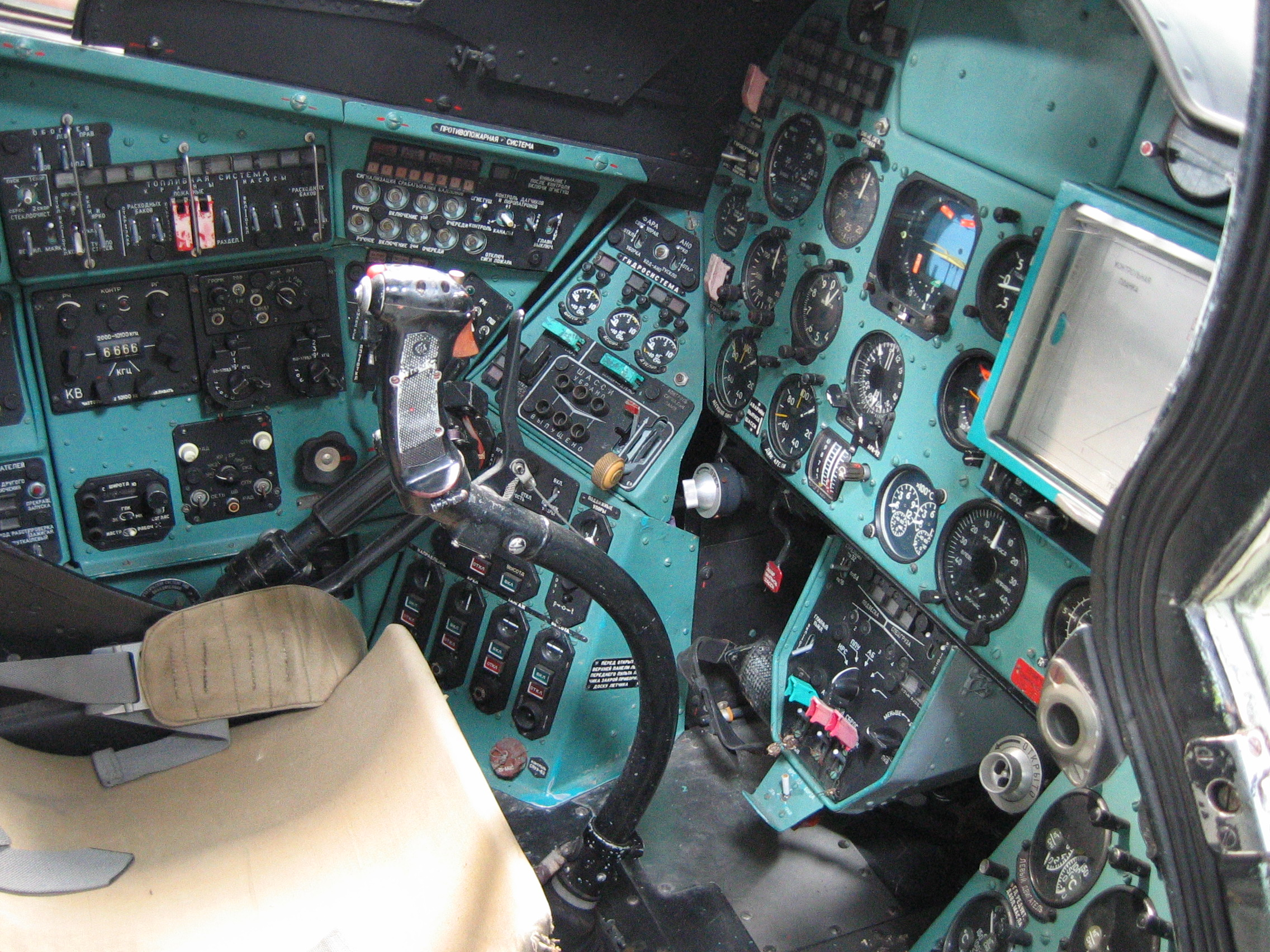
O cockpit de um Mil Mi-24D.

- Mi-24PN - Revisão da câmera de televisão e uma câmera FLIR na cúpula do nariz, asas e as lâminas utilizadas na hélice principal do Mi-28 e trem de pouso fixo, em vez de retráctil. É o principal helicóptero de ataque russo, planejado como padrão para a sua frota, que recebeu 14 Mi-24PN em 2004.
- Mi-24PS – revisão para a polícia ou forças especiais, equipado com uma câmera FLIR, perseguidor de farol, sistema de som PA e âncoras para soltar a corda.
- I-24E – versão de pesquisa ambiental, também conhecido como Mi-24 de amostragem ecológica.
- Mi-25 – versão de exportação do Mi-24D.
- Mi-35 (Hind-F) – versão de exportação do Mi-24V.
- Mi-35U – versão de treinamento desarmado de Mi-35.
- Mi-35P – Exportação versão do Mi-24P motor TV3-117m, velocidade máxima 330 km/h, chegando a aprox. 500 km, teto de serviço de 5.700 m. Sua principal arma é um canhão duplo GSH-30K de 30 mm. montado à direita da fuselagem, com 750 projéteis. Além disso pode levar canhões UPK-23-250, 23 mm, S-5 foguetes de 57 mm, S-8, 80, S-13 122 e S-24B 240 milímetros.
- Mi-35M (Mi-35M1) – versão de ataque norturno para exportação, está equipado com aviônicos ocidentais e sensores.
- Mi-35M2 – versão atualizada do Mi-35M.
- Mi-353 – versão Mi-24VM para exportação.
- Mi-24 SuperHind Mk.II – versão atualizada com aviônicos ocidentais, produzida pela empresa sul-africana Tecnologias Avançadas e Engenharia (ATE).

- Mi-24 SuperHind Mk.III/IV – ampla atualização operacional original do Mi-24, incluindo armas, aviônicos e contramedidas.
- Mi-24 SuperHind Mk.V – a última versão do "SuperHind" com o nariz completamente redesenhado e cabine de transportes aberta.
- Os primeiros modelos do Mi-28 – inicialmente, um Mi-24 de produção precoce (provavelmente um Hind-A, com asas retiradas) foi equipado com uma sonda para medir a velocidade do ar como um primeiro teste para a tecnologia de Mi-28. Mais tarde, alguns helicópteros Mi-24D eram equipados com o radome do Mi-28 para testar as capacidades conjuntamente de pontaria, pilotagem e navegação, enquanto os outros estavam redesenhando a fuselagem para se parecer com o futuro de Mi-28, mas cabines arredondados.

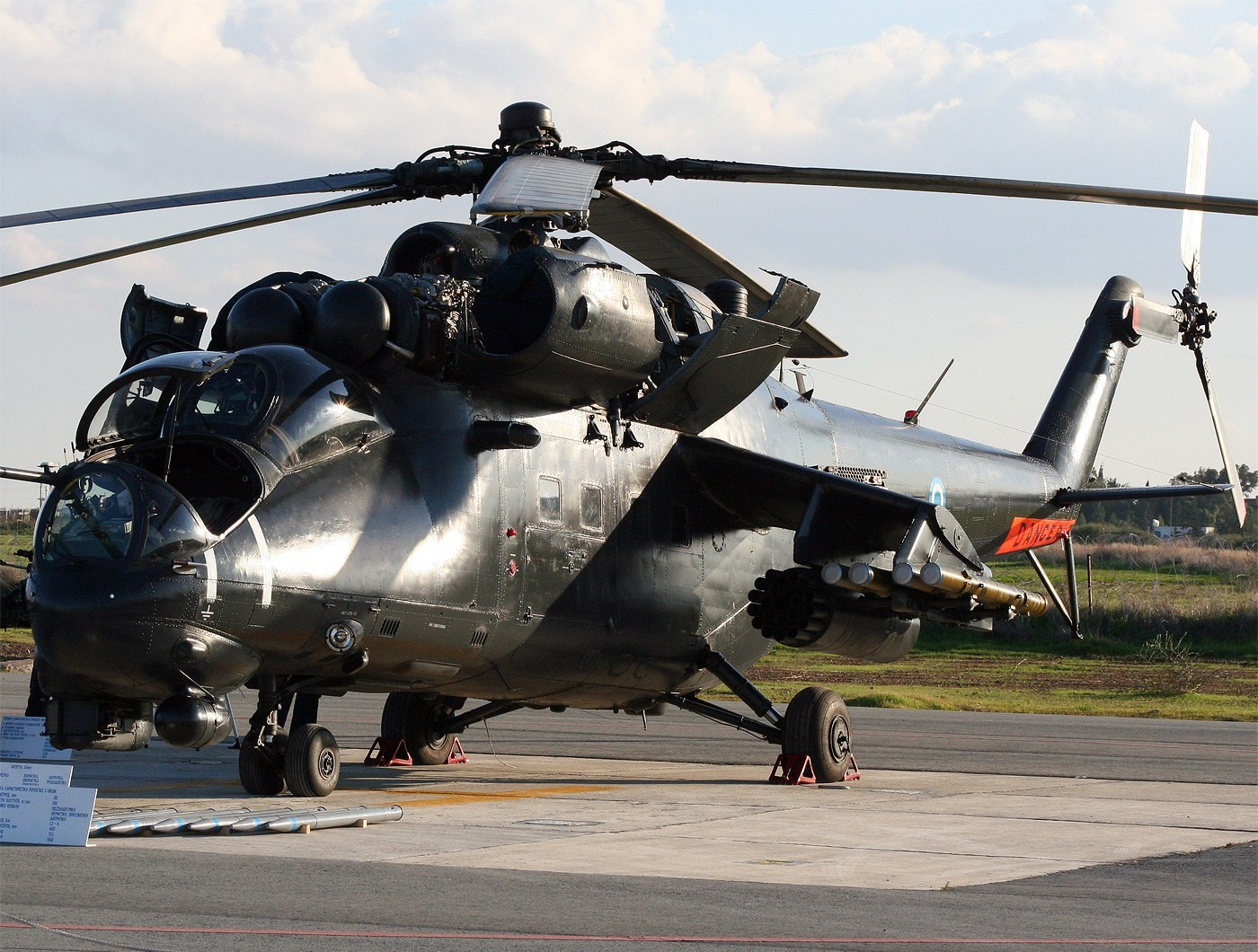
Mi-35

## História de combate
O Mi-24 foi exportado extensamente para países aliados da União Soviética e nações neutras ao redor do mundo. Assim, ele acabou vendo dúzias de combates sob as mais variadas condições. Pela União Soviética, o helicóptero foi usado extensivamente pela primeira vez durante a invasão soviética do Afeganistão, principalmente para o bombardeamento de combatentes Mujahideen. O helicóptero estava prestes a ganhar a guerra no Afeganistão por destruir os grupos de guerrilha sem sofrer danos, por ser blindado contra armas leves.
Os Estados Unidos forneceram mísseis guiados por calor Stinger aos mujahideens, e os Mi-8 e Mi-24 foram os alvos favoritos dos guerrilheiros. Mas apesar de tudo, o Mi-24 provou ser muito eficaz, ganhando o respeito de ambos, os pilotos soviéticos e mesmo os mujahedin, que rapidamente se dispersaram quando viram foguetes de luz que indicavam a designação do alvo. Os mujahideens apelidaram o Mi-24 como o "Carro do Diabo" e eles dizem "não temos medo dos soviéticos. Tememos seus helicópteros"
A Força Aérea Sandinista (FAS) usou estes dispositivos extensivamente na Nicarágua durante os anos de luta contra a guerrilha dos "contras", grupo financiados pelos EUA com o dinheiro da venda de armas para o Irã, ordenado por Ronald Reagan.
O Mi-24 viu uso extenso no oriente médio. Ele foi usado pelo exército iraquiano durante a longa guerra travada contra o vizinho Irã. Suas armas pesadas foram um fator-chave para o enfraquecimento das forças terrestres iranianas. Esta guerra teve as únicas batalhas de helicópteros na história do ar, onde o Mi-24 iraquianos combatiam contra os iranianos Sea Cobras AH-1J (fornecidos pelos Estados Unidos antes da Revolução Iraniana). Os Mi-24 foram utilizados por forças armadas russas durante a primeira guerra da Chechênia e no patrulhamento da república russa da Chechênia. Como no Afeganistão, no entanto, o Mi-24 são vulneráveis e dezenas foram derrubados ou caíram durante várias operações militares. Uma causa contributiva destes conflitos foi a má manutenção dada a estes helicópteros e a seu envelhecimento.

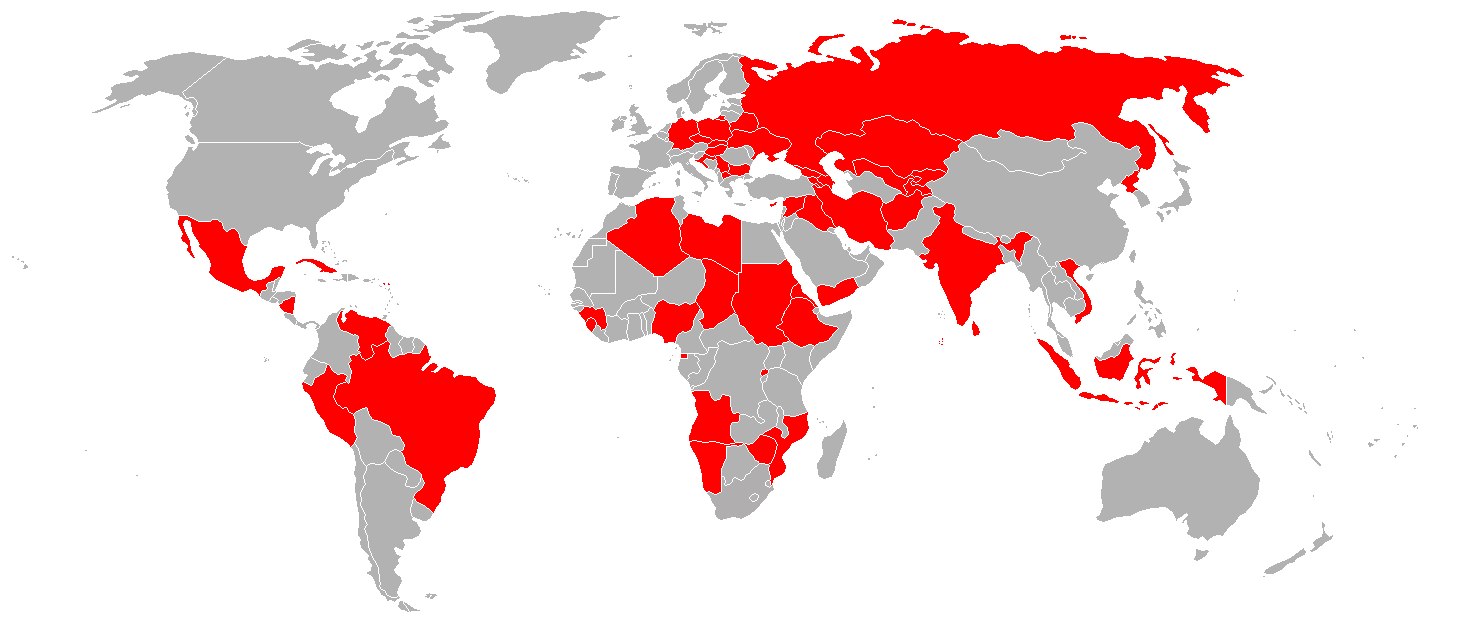
países possuidores do Mi-24

Foi utilizado também em muitas guerras na África: Congo, Costa do Marfim, Libéria, Angola, Eritreia, Sudão e Síria. Na Europa, viu uso também nas Guerras Iugoslavas dos anos 90 e 2000.
Na Guerra de Cenepa, o conflito militar entre o Peru e o Equador, a força aérea peruana utilizou com sucesso os seus helicópteros Mi-25 para romper as linhas inimigas e locais, chegando a perder um por conta da artilharia antiaérea equatoriana.
Durante a Invasão da Ucrânia pela Rússia em 2022, ambos os lados utilizaram o Mi-24 (de diversas variantes no campo de batalha). Os ucranianos, em particular, tiveram sucesso, contudo, derrubando várias destes helicópteros, utilizando MANPADS. Para escapar do fogo antiaéreo, ambos os lados voavam seus Mi-24 bem baixo, se utilizando da agilidade da aeronave.

## Problemas
O tamanho e o peso relativamente altos da fuselagem limitam a resistência e capacidade de manobra. Nos giros fechados a alta velocidade pode se tornar instável (isso foi observado durante os testes em 1969 e não se foi capaz de eliminar completamente). Para combater esta vulnerabilidade russos usam o helicóptero em pares ou em grupos maiores, tornando os ataques cuidadosamente coordenados para causar danos em áreas simultaneamente. Outro ponto fraco é a possibilidade de que o rotor principal golpeie a cauda durante as manobras violentas. Seu elevado peso a ser carregado também pode limitar sua eficácia como um helicóptero de combate. Alguns soldados dizem que com uma carga pesada, o Hind precisa decolar como um avião e não pode subir na vertical.

## Usuários

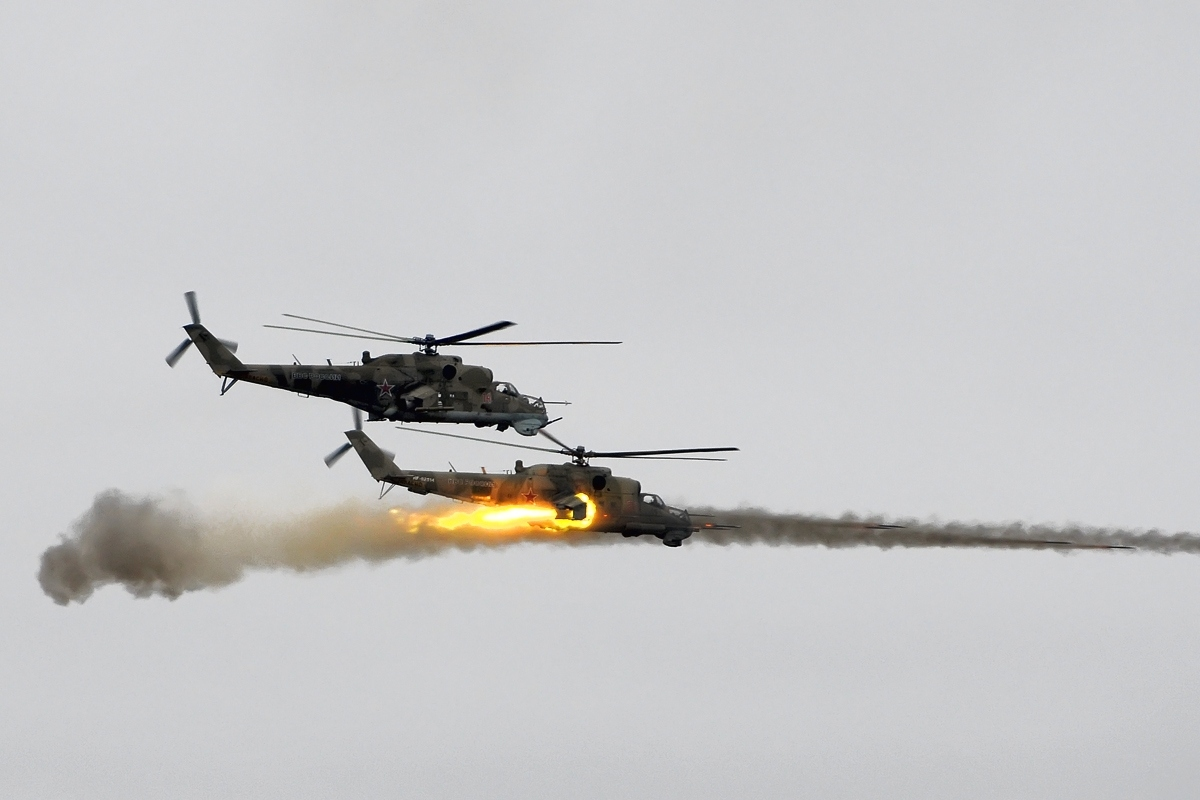
Mi-24s russos

- Afeganistão - Recebidos por doação soviética ao governo pró-socialista, em 1979.
- Alemanha - Herdou 51 da Alemanha Oriental, que depois revendeu para a Hungria, Polônia e EUA.
- Angola
- Argélia
- Armênia
- Azerbaijão
- Bielorrússia
- Brasil - O governo Lula comprou 12 unidades Mi-35M em 2008, como parte do programa de reequipamento das Forças Armadas, entrando em operação em abril de 2010.[5] Em 2022, tais helicópteros começaram a ser retirados inteiramente de serviço.[6]
- Bulgária
- Cazaquistão
- Chade
- Chipre
- Costa do Marfim
- Coreia do Norte
- Croácia

- Cuba
- Eritreia
- Eslováquia
- Etiópia
- Geórgia
- Guiné
- Guiné Equatorial
- Hungria
- Iêmen
- Índia
- Indonésia
- Irão
- Iraque
- Quirguistão
- Líbia
- Macedônia do Norte
- Marrocos
- Mongólia
- Moçambique
- Namíbia
- Nicarágua
- Níger
- Nigéria
- Paquistão

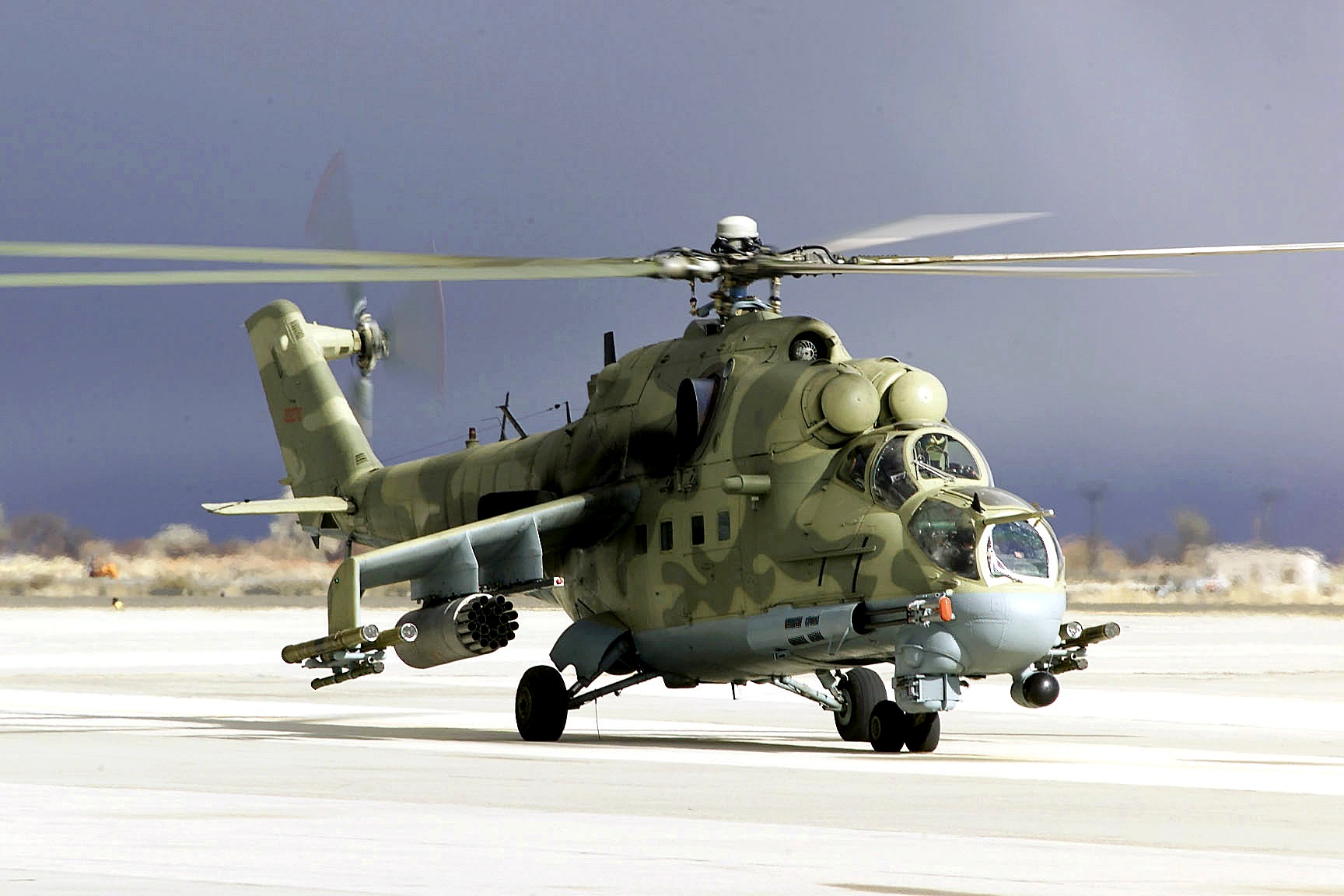
Mi-24

- Peru - Comprou 10 unidades em 2010.
- Polónia
- Chéquia
- Ruanda
- Rússia
- Sérvia
- Serra Leoa
- Síria
- Sri Lanka
- Sudão
- Tajiquistão
- Ucrânia
- Uganda
- Uzbequistão
- Venezuela - O presidente Hugo Chaves comprou 12 unidades da versão com visão noturna para a Força Aérea Venezuelana.
- Vietname
- Zimbabwe

## Armamentos
Internos

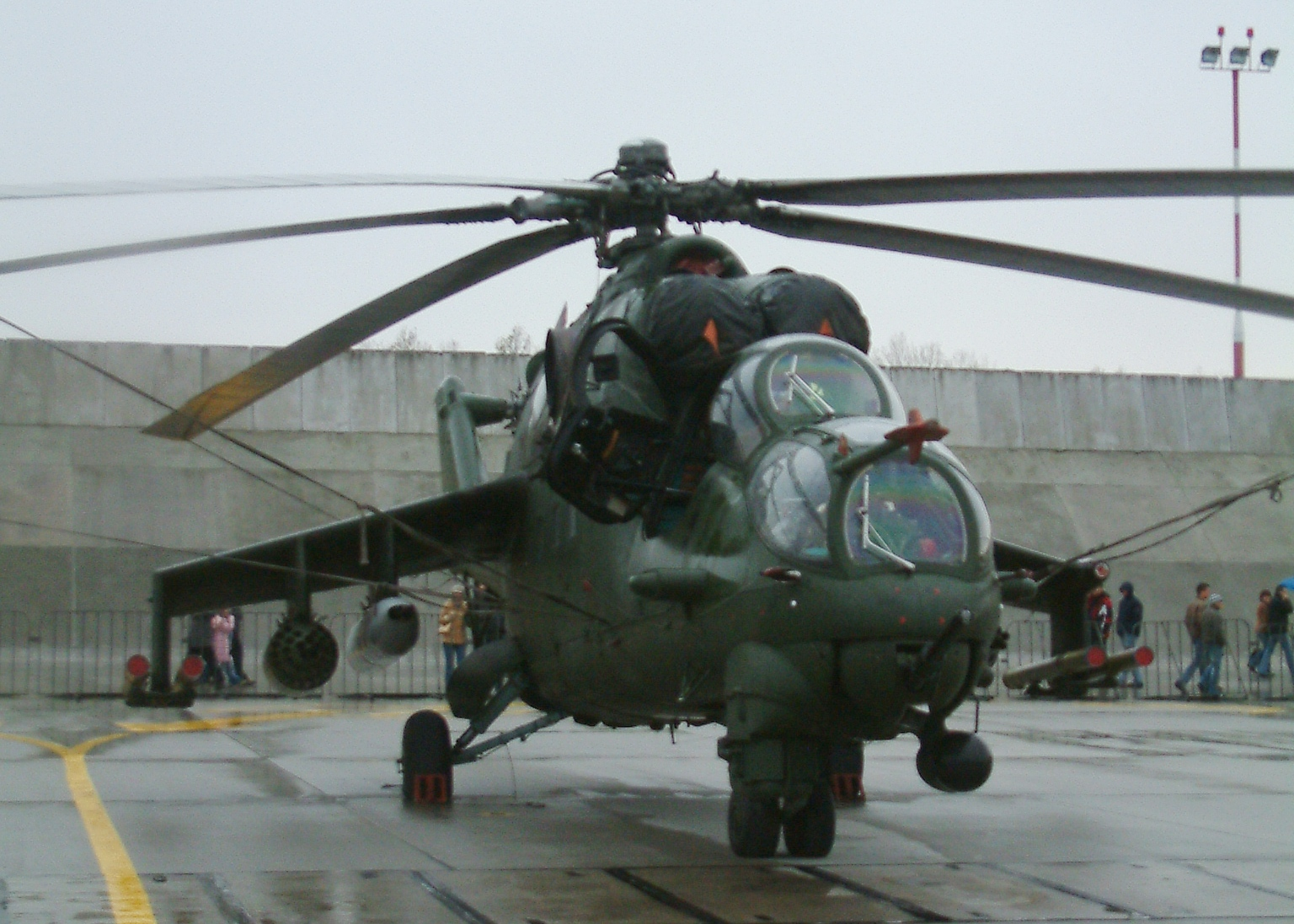
Um Mi-24W polonês

- Metralhadora flexível Yakushev-Borzov Yak-B de 12,7 mm (0,500 in)
- Canhão fixo duplo Gsh-30 de 30 mm (1,18 in) no Mi-24P.

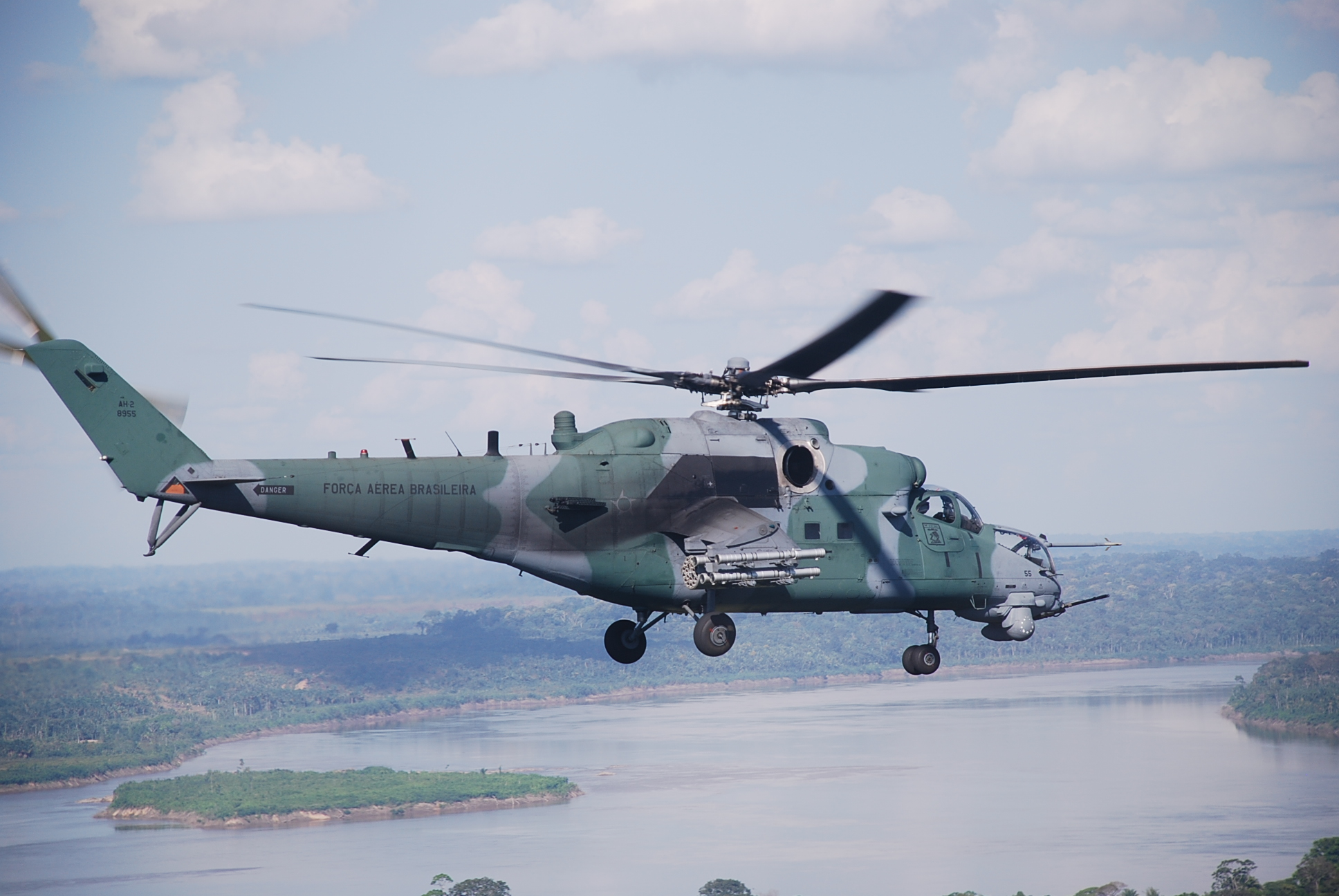
Um Mi-35 (AH-2 Sabre) da força aérea brasileira.

- Canhão Gsh-23L de 23 mm (0,906 in) no Mi-24VP e Mi-24VM
- Metralhadora PKP de 7,62 mm (0,300 in) na janela do passageiro

Montantes externos
- Capacidade total para 1 500 kg (3 310 lb)